# Tarra White
Tarra White, nome artístico de Martina Mrakviová (Ostrava, 19 de novembro de 1987) é uma premiada atriz pornográfica checa. Tem contrato com a Private Media Group para atuar.

## Biografia
Aos treze anos de idade, ela queria ser uma estrela pornô e praticava posando com os sapatos de salto alto da mãe. Sua mãe a pegou praticando e ficou infeliz quando descobriu sobre as ambições de sua filha. Tarra White teve sua primeira relação sexual com 16 anos de idade.
Ela entrou na indústria de filmes adultos no dia de seu aniversário de dezoito anos, enquanto ainda estava no colegial. Fez sua primeira cena com Robert Rosenberg em público em frente à Universidade de Praga. Estava tão estressada por estar nua no meio da rua na frente de muitas pessoas que ela esquecia de olhar para a câmera.
Tarra escreve um blog para a série Private Sexclusive que é atualizado semanalmente com notícias e fotos.
Desde maio de 2008, Tarra White, como Martina Mrakviová, é uma das âncoras do "Red News" (um programa onde as apresentadoras fazem striptease enquanto lêem as notícias, semelhante ao Naked News), em um site operado pelo canal checo TV Nova.
Em maio de 2014, ela deu à luz sua primeira filha, Charlotta.

## Prêmios
- 2006: Golden Star (Prague Erotica Show) – Best Starlet[4]
- 2007: Golden Star – Melhor Atriz Pornô da República Tcheca[4]
- 2008: FICEB Ninfa Award – Melhor Atriz Coadjuvante – Wild Waves[10]
- 2009: Hot d'Or – Melhor Performance Europeia Femina[11]
- 2009: Hot d'Or – Melhor Atriz Europeia – Billionaire[11]
- 2010: Erotixxx Award – Melhor Atirz Internacional
- 2014: AVN Award - Melhor Cena de Sexo em uma Produção Estrangeira Curta - (The Ingenuous) (com Aleska Diamond, Anna Polina, Anissa Kate, Angel Piaff, Rita & Mike Angelo)[12]